# 邻苯二甲酸二(2-甲氧基乙酯)
邻苯二甲酸二(2-甲氧基乙酯)（缩写BMOP，或称为：di(2-methoxyethyl) phthalate，缩写DMEP）是一种由一分子邻苯二甲酸与两分子乙二醇单甲醚形成的邻苯二甲酸酯，结构简式C6H4[COO(CH2)2OCH3]2，曾经用作醋酸纤维塑料的塑化劑，后因对人体健康的影响而停用。